# عفنة ثنائية الشقوق
عفنة ثنائية الشقوق (الاسم العلمي:Mucor bifidus) هي نوع من الفطريات تتبع جنس العفنة من الفصيلة العفنية.